# Lise de la Salle
Lise de la Salle (Cherburgo, 8 de mayo de 1988) es una pianista clásica francesa. 

## Carrera
De la Salle actuó por primera vez a los nueve años en Radio Francia. A los doce años, ganó el Primer Premio del Séptimo Concurso Internacional de Ettlingen (Alemania). 
Pascal Nemirovski es su profesor desde 1998.
En diciembre de 2020 actuó en una retransmisión on line junto con la Orquesta Sinfónica del Principado de Asturias (OSPA), dirigidos por el director Jaime Martín desde el Auditorio de Oviedo.

## Premios
- Primer Premio del Séptimo Concurso Internacional de Ettlingen, Alemania (2000)
- Premio de la Fundación de la compañía Groupe Popular-Natexis Bank
- Primer Premio de "Jóvenes Artistas de Conciertos Europeos" en París (octubre, 2003)
- Primer Premio de las Audiciones Internacionales de Jóvenes Artistas de Concierto en Nueva York (enero, 2004).